# 稻草人 (電影)
《稻草人》（英語：Strawman）是一部1987年上映的台灣電影，由王童執導。本片以日治時期台灣農村人民生活為背景，細膩描述台灣人的遭遇，是「台灣近代三部曲」之第一部曲（另兩部為香蕉天堂及無言的山丘）。

## 概述
故事劇情描寫台灣在日本的殖民政策下，人民生活在一個荒謬的時代，運用非常戲謔的筆法呈現出來，卻無處不張顯著成為殖民地的悲哀。整個舞臺環繞在宜蘭雙連埤的秀麗風景，重現昔日台灣農村的生活環境，藉由靜默無言的稻草人，勾勒出戰爭對人民的傷害，以及台灣人努力適應環境的尷尬。

## 劇情簡介
日治時代後期，陳發、陳闊嘴兄弟是兩代佃農，稻田裡麻雀多、收成不好，唯一的一頭牛又被徵收做牛肉罐頭，加上有耳聾的老母、一位因丈夫戰死而發瘋的妹妹在田裡穿新娘服跳舞，還有一大群小孩，生活窮困不堪，偏偏當時兄弟倆又被徵召去做軍伕，擔心家中生計的媽媽便每天晚上偷偷在兩兄弟眼睛上塗牛糞，讓他們因眼疾問題躲避徵召。地主是阿發老婆妹妹的丈夫，他們帶兩個只會講日語的小孩到下鄉避難。當晚家裡燒一條魚請地主吃飯，小孩們都在門外羨慕的看著大人們在吃魚，因為小孩聽說大人吃魚都不會將魚翻面，意即代表飯後小孩子可以有魚吃，但當台籍日本巡警將紅燒魚翻過來，小孩看著魚被吃掉時嚎啕大哭。後來地主告知要將田地出售給糖廠，對於陳發家簡直是雪上加霜，一切都感染著不幸的悲傷氣氛。
第二天，稻田裡落下一枚美軍未爆彈，兄弟倆聽聞自家孩子曾用一片炸彈碎片換回兩雙襪子，天真的認為一整顆炸彈更是價值連城，連同當地的日本警察打算運送炸彈去領取巨賞，出發前一晚闊嘴的老婆叮嚀他要買一面鏡子。一路上山路崎嶇，三人不顧生命危險，將炸彈送抵日本軍部，途中還把炸彈運往相館合照留念。
結果，被嚇壞的日本分駐所長以槍要脅將炸彈丟到海裡，兩人無奈的把炸彈運到海邊丟棄，不料炸彈在海中爆炸，許多魚兒被炸上水面，大家都爭搶著撈魚。陳發三人帶著許多的死魚回家。飽餐一頓後，地主告訴阿發，可能因為戰爭的關係，買主今天沒來，不過兩、三年後他會再來台灣賣田，目前就繼續給兩兄弟耕種。
最後小孩一邊吃魚，一邊問阿嬤：不知美國飛機還會不會繼續丟炸彈，這樣就有吃不完的魚了。阿嬤回說兩三天丟一次就好了，這樣整年都有魚吃了。

## 人物角色
| 角色名稱 | 演員   | 備註             |
| -------- | ------ | ---------------- |
| 陳發     | 張柏舟 | 陳闊嘴之兄       |
| 陳闊嘴   | 卓勝利 | 陳發之弟         |
| 陳水仙   | 林美照 | 陳發之妹         |
|          | 文英   | 阿發的老婆       |
|          | 楊貴媚 | 闊嘴的老婆       |
| 地主     | 柯俊雄 | 阿發的小姨子丈夫 |
| 月娘     | 張純芳 | 阿發的小姨子     |
|          | 鄭同村 | 地主的兒子       |
| 日本警察 | 吳炳南 | 當地巡察捕       |
| 學校老師 | 劉聰輝 | 亦是本片工作人員 |
|          | 英英   | 阿發和闊嘴的老母 |
|          | 李昆   | 日本分駐所長     |
|          | 方龍   | 村莊保正         |
| 逃兵     | 陳明才 |                  |

## 榮譽

### 1987年第24届金馬獎
| 獎項         | 入圍者                 | 結果 |
| 最佳劇情片   | 中影股份有限公司       | 獲獎 |
| 最佳導演     | 王童                   | 獲獎 |
| 最佳男配角   | 吳炳南                 | 提名 |
| 最佳女配角   | 文英                   | 提名 |
| 最佳原著劇本 | 王小棣、宋紘           | 獲獎 |
| 最佳美術設計 | 古金田                 | 提名 |
| 最佳錄音     | 忻江盛、胡定一、楊靜安 | 提名 |
| 最佳攝影     | 李屏賓                 | 提名 |

### 亞太影展
- 「最佳影片獎」
- 「最佳男配角獎」：吳炳南

### 哥倫比亞波哥大影展
- 「最佳劇本獎」：王小棣、宋紘
- 「最佳剪輯獎」：陳麗玉、陳勝昌

### 學苑金像獎
- 「最佳編劇獎」：王小棣、宋紘
- 「最佳女配角獎」：文英

### 腳註
1. ↑  台灣電影票房（1987年） Archive.today的存檔，存档日期2012-07-12 第36位 台灣電影資料庫
2. ↑  香港電影票房 1988（總票房） 第277位 香港電影票房全紀錄
3. ↑  香港電影票房 1988（華語電影） 第129位 香港電影票房全紀錄
4. ↑  臺灣電影節在芝加哥登場 （页面存档备份，存于），〈大紀元時報〉
5. ↑  國寶級濕地／夏秋晨霧如薄紗　電影稻草人取景地 （页面存档备份，存于），〈東森新聞網〉

### 文獻
- 第二十四屆金馬獎得獎名單
- 稻草人 \ 悲喜參雜的政治諷刺片，〈台灣咁仔店〉
- 胡清輝，2005年2月26日，《華語電影參加國際影展得獎紀錄、重要回顧展（1982～2003）》，〈台灣電影資料庫〉

## 外部連結
- 開眼電影網上《稻草人》的資料（繁體中文）
- 香港影庫上《稻草人》的資料（繁體中文）
- 豆瓣电影上《稻草人》的資料 （简体中文）
- 时光网上《稻草人》的資料（简体中文）
- AllMovie上《稻草人》的资料（英文）
- 爛番茄上《稻草人》的資料（英文）
- 互联网电影数据库（IMDb）上《稻草人》的资料（英文）